# Moyantsi (Kotchani)
Moyantsi (en macédonien Мојанци) est un village de l'est de la Macédoine du Nord, situé dans la municipalité de Kotchani. Le village comptait 556 habitants en 2002.

## Démographie
Lors du recensement de 2002, le village comptait :
- Macédoniens : 554
- Autres : 2